# Руднёвка (приток Пехорки)
Руднёвка — река в России, протекающая по востоку Москвы и Московской области и являющаяся правым притоком реки Пехорки. Протекает на территории районов Косино и Кожухово на территории Косинского лесопарка. Отделяет девятый микрорайон Кожухово от остальной его части. Длина Руднёвки — 7,2 км, из них 5,5 км — в открытом русле. Течение слабое, из-за чего в летнюю погоду она не может очиститься от ила. Очень узка.
Во время дождя Руднёвка часто выходит из берегов. Связано это с активным сбросом сточных вод из прилегающих к реке систем ливневых коллекторов.

## Исток, притоки и устье
Истоком реки считается болото за пределами Москвы, севернее железнодорожной станции города Реутов (по руслу Банной Канавы).
Притоком реки считается река Банная Канава. Участок до впадения Банной Канавы использовался как сток с полей и сохранился после их застройки. До впадения Банной канавы река идёт в закрытом русле, которое является сильно загрязнённым, а сама вода окрашена в цвет ржавчины. В открытом русле вода гораздо чище.
Перед впадением в Пехорку проходит через Косинский лесопарк, родник, ряд болот и принимает левый приток — Чечёру.
Впадает в реку Пехорку возле деревни Фенино. Пехорка же впадает в Москву.